# ČSAD Semily

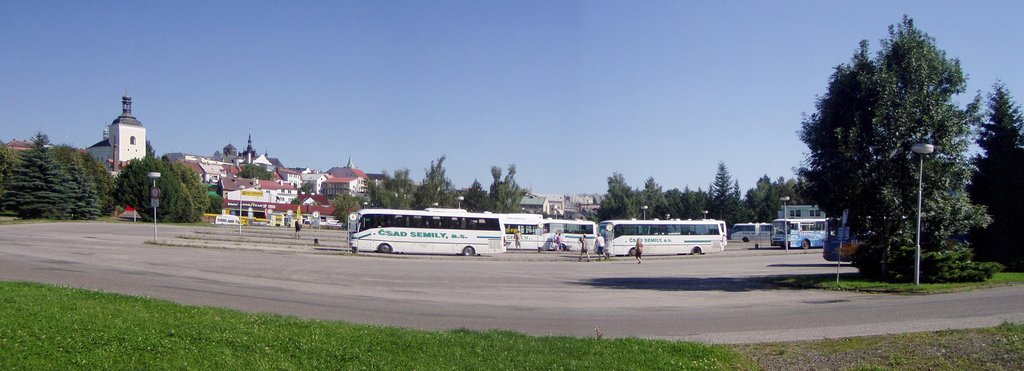
Autobusy ČSAD Semily na autobusovém nádraží v Turnově

ČSAD Semily, a.s. byl autobusový dopravce vzniklý s názvem ČSAD BUS Semily, a.s. ke dni 1. ledna 1994 vyčleněním části autobusové dopravy (závody 511 Semily a 510 Jičín) z bývalého krajského státního podniku ČSAD Hradec Králové. Od 27. listopadu 1997 změnil název vypuštěním slova BUS a v letech 1998–2006 provozoval i kamiónovou dopravu. Po roce 2000 procházel dynamickým rozvojem a zařadil se mezi celostátně nejvýznamnější autobusové dopravce. Byl součástí holdingu ČSAD Invest (za níž stojí Zdeněk Zemek), ten však na vedení společnosti kolem podzimu 2005 ztratil vliv. Poté firmu vlastnila společnost ZVV Property Investment, s níž je spojován ruský podnikatel Vladimir Zubkov. K 12. prosinci 2010 společnost zanikla a její jmění přešlo na společnosti BusLine.
Firma měla dopravní střediska Semily, Hořice, Lázně Bělohrad, Jičín, Jilemnice, Rokytnice nad Jizerou, Turnov a Varnsdorf. Provozovala cestovní agenturu Europa v Hořicích. V Lázních Bělohrad firma poskytovala hotelové služby a služby autoškoly. Informační kanceláře s prodejem místenek v systému AMS měla ve všech městech se sídlem dopravních středisek (s výjimkou Lázní Bělohrad) a v Harrachově, další informační kanceláře bez AMS měla ve městech Lomnice nad Popelkou a Litoměřice.
Generálním ředitelem byl Tomáš Roubíček.

## Autobusová doprava
Provozovala místní autobusovou dopravu zejména v okresech Semily, Jičín a Děčín. 

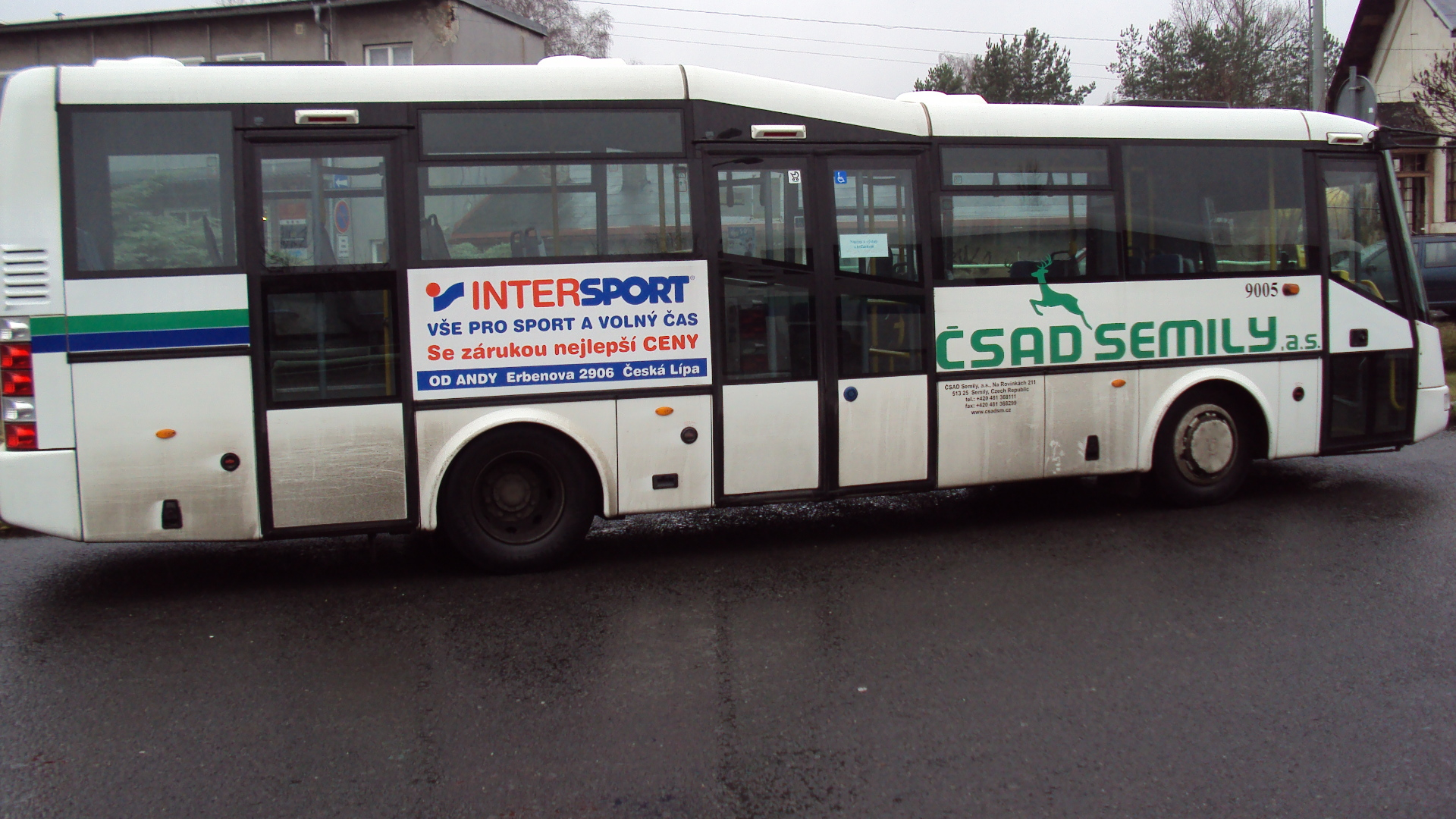
Autobus SOR BN 9,5 v České Lípě

V oblasti Krkonoš provozovala turistickou linkovou dopravu: Dolní Mísečky – Zlaté návrší (Vrbatova bouda), skibusy do skiareálů Vysoké nad Jizerou, Jablonec nad Jizerou a Herlíkovice, síť cyklobusů v Českém ráji a páteřní cyklobusovou linku v Krkonoších, na kterou navazovaly kratší cyklobusové linky jiných dopravců.
Zajišťovala příležitostnou smluvní dopravu k obchodním domům Hypernova v Liberci a v Mladé Boleslavi.
Působila též na dálkových linkách a v zájezdové dopravě, zejména v relaci Praha – Krkonoše, ale také například Liberec – Brno a Jičín – Jihlava. Provozuje 2 mezinárodní linky (Špindlerův Mlýn – Berlín a Praha - Jelení Hora),
Provozovala městskou hromadnou dopravu ve městech Turnov (2 linky), Jičín (2 linky), Hořice (1 linka), Varnsdorf (1 linka, od července 2008 město zadalo dopravu jinému dopravci), Lovosice (1 linka, zkušebně od roku 2008) a síť MHD v České Lípě.
V roce 2006 firma uspěla ve veřejné soutěži na zajištění dopravy ve Šluknovském výběžku, kterou zajišťovala od září 2006 (13 linek), a od června 2007 jezdila též na Litoměřicku (oblast České středohoří-východ, 15 linek). Výběrová řízení probíhala v návaznosti na vleklý spor, který vedl dřívější dopravce Dopravní podnik Ústeckého kraje a. s. s Ústeckým krajem a který vyústil ve výpověď smlouvy ze strany kraje. Komerčně provozovala dálkové linky Šluknov – Praha a Litoměřice – Praha. 

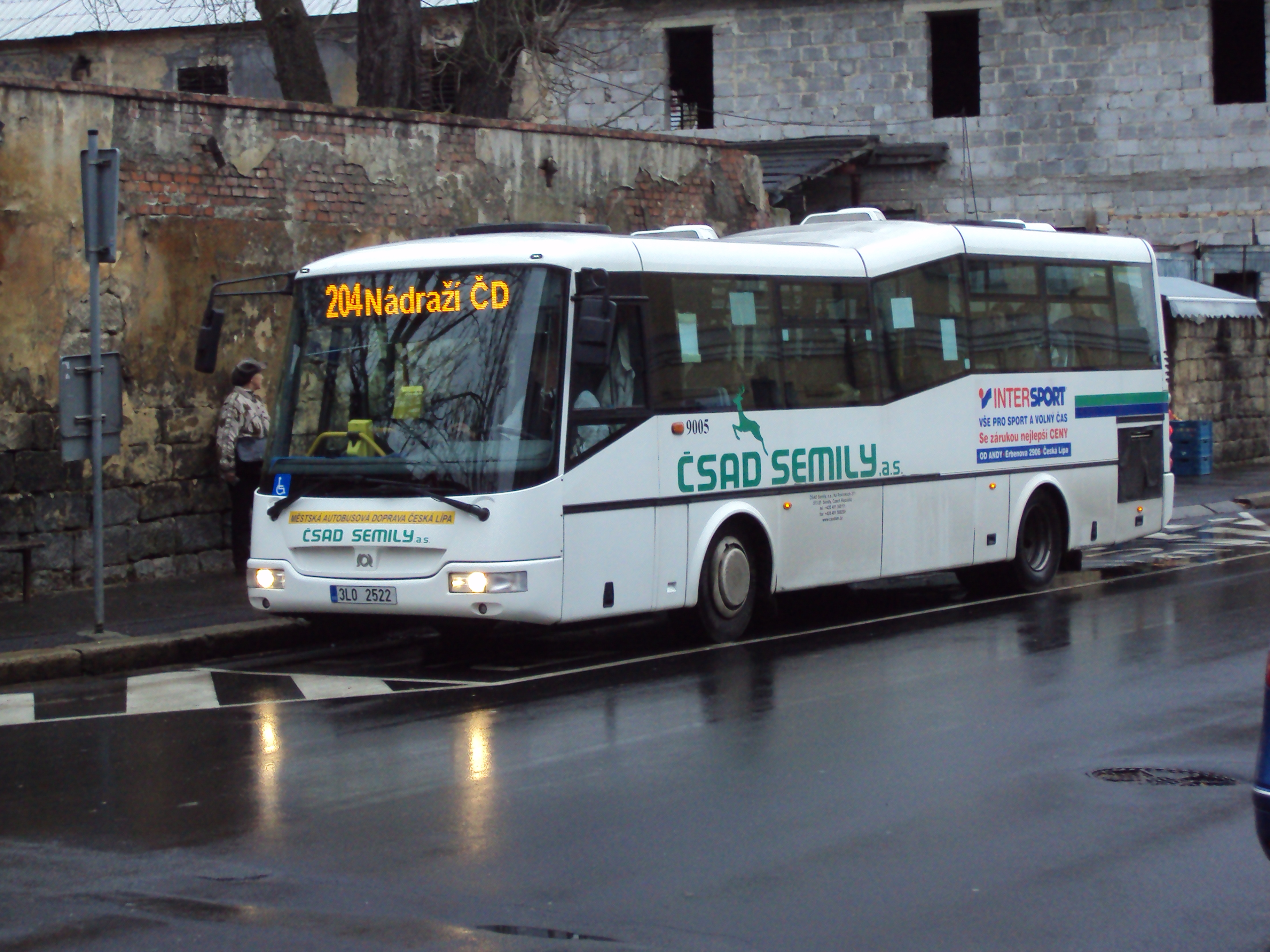
Městská linka ČSAD Semily v České Lípě

V období od 26. srpna 2007 do 30. září 2007 z důvodu nedohody města s firmou VETT a.s. o ceně za dopravní výkony zajišťovala ČSAD Semily a. s. na objednávku města bez výběrového řízení městskou dopravu v České Lípě, formálně jako příležitostnou osobní dopravu, za 1 737 000 Kč (35 Kč za 1 km). Společnosti VETT bylo v rámci úhrady prokazatelné ztráty za celý rok 2007 městem zaplaceno 8 906 670 Kč (tato dotace představuje asi 22 Kč/km, další část nákladů je hrazena z jízdného), ačkoliv podle rozpočtu města byla schválena úhrada ve výši 20 milionů Kč, v předchozích letech byla dotace kolem 29 milionů Kč ročně. Od 1. října 2007 byla se společností VETT dohodnuta výše nákladů 39 Kč/km. 
 
ČSAD Semily 14. prosince 2007 uzavřela smlouvu o koupi společnosti VETT, která zajišťovala městskou dopravu v České Lípě (9 linek) s licencemi do roku 2013, s tím, že doplatek kupní ceny měla doplatit do 15. února 2008. 14. prosince 2007 ČSAD Semily zvolilo své zástupce do statutárních orgánů firmy VETT. 13. února 2008 však ČSAD Semily oznámila, že nemůže kupní cenu zaplatit, a od kupní smlouvy tak odstoupila. 
19. února 2008 společnost VETT oznámila, že z ekonomických důvodů není schopna dopravu dále zajišťovat. Městskou autobusovou dopravu tak opět převzala bez výběrového řízení a formálně jako příležitostnou osobní dopravu (pro cestující bezplatně) ČSAD Semily a. s.
V prosinci 2007 ČSAD Semily a. s. koupila rovněž stoprocentní podíl ve firmě Severočeská dopravní a.s., která provozovala od 2. června 2007 některé linky v okolí Ústí nad Labem (oblast Ústecko-sever, 5 linek – 451, 452, 453, 456, 457, s licencemi do roku 2014) a také komerční dálkovou linku č. 580910 Teplice – Lovosice – Praha. Severočeská dopravní předtím dostala od Ústeckého kraje 4 smluvní pokuty v celkové výši asi 800 000 Kč za používání autobusů technicky nevyhovujících smlouvě s krajem. ČSAD Semily nasadily na linky ihned nové autobusy. K fúzi s mateřskou společností došlo k 30. srpnu 2008.
V roce 2007 firma vlastnila 250 autobusů a zaměstnávala 300 řidičů. Obrat ČSAD Semily v roce 2006 činil přes půl miliardy korun a v roce 2007 byl očekáván asi o desetinu vyšší.
Podle zpráv z léta 2008 ČSAD Semily koupily firmu ČSAD Jablonec nad Nisou a.s. (podle pozdějších zpráv tehdy získala 67,5% podíl), jejímiž dosavadními vlastníky byli Miloslav Fibiger a Jan Fabinyi. Podle Jiřího Vařila, zástupce ZVV Property Investment, byla ČSAD Jablonec před sloučením ztrátová a velmi špatně vedená a vládl zde ještě komunismus. Po tomto sloučení měla mít firma asi 330 autobusů. V té době bylo zveřejněno, že v lednu 2009 ČSAD Jablonec nad Nisou měla zaniknout fúzí s ČSAD Semily, která by tak po fúzi měla kolem 360 autobusů. Roční obrat ČSAD Jablonec nad Nisou činil kolem 200 milionů Kč, ČSAD Semily kolem 400 milionů Kč. 6,79 procenta akcií ČSAD Jablonec nad Nisou vlastnilo v únoru 2010 město Jablonec nad Nisou a 25. února zastupitelstvo města rozhodovalo, zda svůj podíl 4905 akcií za 2,3 milionu Kč (t. j. 470 Kč za akcii) prodá firmě ČSAD Semily, od které banka k získání úvěru, aby vlastnila alespoň 90% podíl. Město by si ponechalo jednu akcii a mělo by zaručeno jedno místo v představenstvu a jedno v dozorčí radě. Ani nákup akcií od města by však k dosažení tohoto podílu ještě nestačil (tj. ČSAD Semily vlastnila méně než 84% podíl).
Na začátku října 2008 firma ČSAD Jablonec nad Nisou koupila soukromou firmu Eurocar, která jí konkurovala na trasa Praha – Jablonec. K 1. říjnu 2009 ČSAD Semily koupila firmu BUS Kravaře s. r. o., založenou roku 1996, kterou vlastnila obec Kravaře, a převzala její linku z České Lípy do Kravař i s autobusem a řidičem..
K celostátnímu termínu změn jízdních řádů 13. prosince 2010 se celá skupina (ČSAD Semily a. s. a ČSAD Jablonec a. s.) chystala opustit značku ČSAD a působit pod novou obchodní značkou BusLine. Projekt nové společnosti připravila představenstva obou původních společností a schválily jejich valné hromady. Součástí loga BusLine a. s. je i zelený jelen a grafický styl z loga ČSAD Semily, doplněný vlnovkou podtrhávající název; nové logo a slogan „BusLine – Comfort in Time“ představil management pracovníkům společností a významným obchodním partnerům 29. září 2010 na autodromu v Mostě a následně zveřejnil tiskovou zprávou. Nová společnost bude provozovat přes 400 autobusů, zaměstnávat více než 800 lidí a pro rok 2011 jsou očekávány tržby ve výši kolem 1 miliardy Kč.

## Krize v roce 2009
Dne 17. července 2009 vytvořili čtyři dopravci (OSNADO spol. s r. o., ČSAD Semily a.s., Veolia Transport Východní Čechy a.s., Orlobus a.s.) „Sdružení dopravců Královéhradeckého kraje“, jehož deklarovaným cílem bylo bránit se způsobu, jakým kraj a organizace OREDO chtěly od 1. září 2009 rozšiřovat integrovaný systém IREDO a optimalizovat autobusovou dopravu v kraji. Poté, co kraj optimalizaci a integraci odložil na termín 13. prosince 2009 a předtím ještě snížil svou objednávku výkonů od společnosti OSNADO asi o 20 % a výkony na těchto linkách si objednal u tří jiných dopravců, nečlenů Sdružení, bylo 1. září 2009 oznámeno, že ČSAD Semily vystoupila ze Sdružení dopravců Královéhradeckého kraje a rozhodla se dále jednat samostatně; 3. září 2009 pak oznámily vystoupení ze sdružení a jeho zánik i zbylí tři členové.

## Nákladní doprava
V letech 1998–2005 firma provozovala i kamionovou dopravu (max. 15 soupravami v roce 2005), pro nízkou rentabilitu byla tato činnost opuštěna.